# Dombeya tulearensis
Dombeya tulearensis är en malvaväxtart som beskrevs av Arenes. Dombeya tulearensis ingår i släktet Dombeya och familjen malvaväxter. Inga underarter finns listade i Catalogue of Life.